# Lohnkosten
Lohnkosten sind in der Betriebswirtschaftslehre und speziell in der Kostenrechnung eine Kostenart, die vom Arbeitgeber innerhalb einer Rechnungsperiode als Arbeitslohn an Arbeitnehmer gezahlt wird. In der Volkswirtschaftslehre werden die Lohnkosten durch Aggregation der Lohnkosten aller Unternehmen zusammengefasst.

## Allgemeines
Im engeren Sinne entstehen Lohnkosten für Arbeiter, die Arbeitslohn beziehen. Im weiteren Sinne werden alle Aufwendungen an sämtliche Arbeitnehmer (Lohn, Gehalt, Dienstbezüge) als Lohnkosten bezeichnet; sie sind dann mit den Personalkosten identisch. Zu unterscheiden ist zwischen direkten Lohnkosten (Bruttolohn) und den indirekten Lohnkosten. Zu letzteren gehören die auf gesetzlichen und freiwilligen Leistungen des Arbeitgebers beruhenden Sozialkosten (Arbeitgeberanteile zur Sozialversicherung sowie die Aufwendungen für die Entgeltfortzahlung im Krankheitsfall), Aufwendungen für die betriebliche Altersversorgung, Urlaubsgelder, Beihilfen, Zulagen und Zuschläge (Lohnnebenkosten).
In der Volkswirtschaftslehre sind die Lohnkosten eine volkswirtschaftliche Kennzahl, die als Aggregation aus allen Lohnkosten sämtlicher Unternehmen einer Volkswirtschaft ermittelt wird. Sie ist bedeutsam für Betriebsvergleiche, Branchenstrukturanalysen oder internationale Vergleiche (Hochlohnland, Niedriglohnland).

## Betriebswirtschaftslehre
Die gesamten Lohnkosten {\displaystyle L_{K}} beinhalten die reinen Arbeitskosten {\displaystyle AK} und die Lohnnebenkosten {\displaystyle L_{NK}}:
{\displaystyle L_{K}=AK+L_{NK}}.
Die Lohnnebenkosten setzen sich aus gesetzlichen (etwa Arbeitgeberbeitrag, Mutterschutzgeld) und freiwilligen Nebenkosten (betriebliche Altersversorgung, Essenszuschuss zum Mittagessen, Urlaubsgeld) zusammen.
Ist der Arbeitslohn ein Zeitlohn, gehören die Lohnkosten zu den Fixkosten, weil der Arbeitslohn nach der Arbeitszeit berechnet wird. Gegensatz ist der Akkordlohn als variable Kosten, dessen Lohnhöhe sich nach der Ausbringungsmenge richtet. Entsprechend beziehen sich die Lohnstückkosten {\displaystyle LSK} nicht auf Arbeitsstunden oder die Anzahl der Arbeitnehmer, sondern auf die mengenmäßige Ausbringung {\displaystyle A}, der die Arbeitskosten {\displaystyle AK} gegenübergestellt werden:
{\displaystyle LSK={\frac {\text{AK}}{\text{A}}}}.
Durch höhere Arbeitskosten steigen bei konstanter Ausbringungsmenge die Lohnstückkosten. Dadurch ergeben sich – ceteris paribus – höhere Gesamtkosten, so dass die Stückkosten steigen und der Grenzgewinn negativ wird.
Lohnkosten spielen bei allen Betriebsformen eine Rolle. Den höchsten Lohnkostenanteil an den Gesamtkosten weisen die personalintensiven Unternehmen wie im Dienstleistungssektor auf, den niedrigsten Anteil findet man in anlageintensiven Unternehmen wie im Transportwesen.

## Volkswirtschaftslehre
Die Volkswirtschaftliche Gesamtrechnung (VGR) trennt die Lohnkosten nach Wirtschaftszweigen. Nachgewiesen werden die „Lohnkosten je Arbeitnehmer“ anhand des geleisteten Arbeitsentgelts pro Arbeitnehmer und die „Lohnkosten je Arbeitnehmerstunde“ bezogen auf das Arbeitsvolumen. Da die Sozialbeiträge im Arbeitsentgelt enthalten sind, gehen auch die indirekten Kosten des Produktionsfaktors Arbeit in die VGR ein.
Die Arbeitskosten pro geleistete Arbeitsstunde in der Privatwirtschaft zeigen die absolute Höhe der Lohnkosten in verschiedenen Staaten:
| Staat                    | 2018  | 2019  | 2020  |
| ------------------------ | ----- | ----- | ----- |
| Europäische Union gesamt | 30,50 | 31,20 | 32,10 |
| Belgien                  | 40,00 | 40,70 | 41,40 |
| Dänemark                 | 44,70 | 46,30 | 46,90 |
| Deutschland              | 35,00 | 35,90 | 36,70 |
| Finnland                 | 34,50 | 34,80 | 34,90 |
| Frankreich               | 36,50 | 37,30 | 38,10 |
| Österreich               | 34,90 | 36,00 | 38,00 |
| Luxemburg                | 40,30 | 41,30 | 41,80 |
| Schweden                 | 39,30 | 39,00 | 39,80 |
| Niederlande              | 34,70 | 35,30 | 35,20 |
| Irland                   | 30,50 | 31,60 | 30,50 |
| Italien                  | 27,20 | 27,90 | 29,10 |

Von allen 28 EU-Mitgliedstaaten war 2020 Dänemark als Hochlohnland mit Arbeitskosten von 46,90 Euro pro Stunde am teuersten, das nicht in der Tabelle erwähnte Bulgarien war mit 6,40 Euro das absolute Niedriglohnland.

## Wirtschaftliche Aspekte
Die Lohnkosten wirken sich unter anderem auf die Arbeitsproduktivität aus. Der als Produktivitätsfortschritt bezeichnete Zuwachs der Arbeitsproduktivität ist deshalb eine entscheidende Größe für Lohnkosten und Lohnpolitik. Als kostenniveauneutral gilt eine Lohnpolitik, wenn bei gleichbleibenden anderen Kostenfaktoren die Nominallohnsätze mit der gleichen (entsprechend kleineren oder größeren) Rate wachsen wie die Arbeitsproduktivität. Diese Lohnpolitik wird produktivitätsorientiert genannt, wenn sich Lohnsteigerungen stets am Produktivitätsfortschritt orientieren und deshalb von den Lohnkosten keine Preiserhöhungen (Inflation) ausgehen.
Die Bedeutung der Lohnkosten für die internationale Wettbewerbsfähigkeit Deutschlands sowie für die hier hohe Arbeitslosigkeit ist umstritten.